# Anders Henrikson

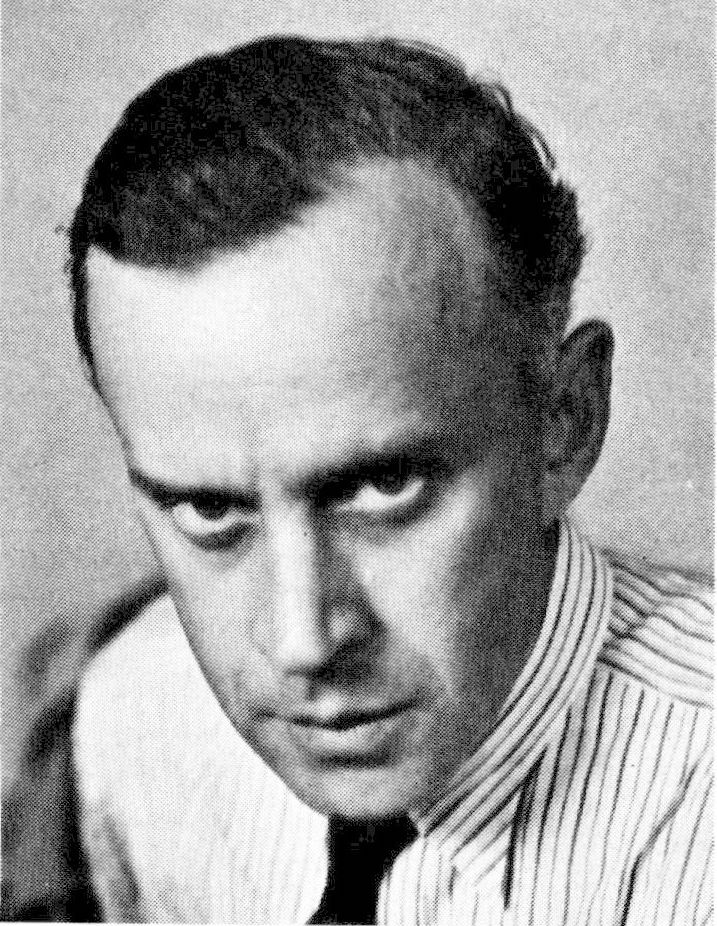
Anders Henrikson

Anders Henrikson (13 de junio de 1896 - 17 de octubre de 1965) fue un actor, director y guionista sueco.

## Biografía
Su nombre completo era Anders Henrik Henrikson, y nació en Estocolmo, Suecia, siendo sus padres Claes Henriksson y Fredrika Stenborg. En sus comienzos, Henrikson estudió piano en la academia de música en 1914–1915, formándose luego en la escuela del Teatro Dramaten en 1915–1916. Fue contratado por el Lorensbergsteatern de Gotemburgo en 1916–1918, por el Teatro Sueco de Helsinki en 1919–1921, y por el Dramaten entre 1921 y 1935, y desde 1949 hasta su muerte. 
Fue elegido presidente de la Asociación Sueca de Teatro (Svenska teaterförbundet) en 1945, desempeñando el cargo hasta 1949. 
Anders Henrikson debutó en el cine en 1913 con la película de Mauritz Stiller Gränsfolken. Algunas de sus actuaciones cinematográficas más relevantes tuvieron lugar en Tåg 56 (1943), Trots (1952) y Pojken i trädet (1961).
Dirigió su primera cinta, Flickan från varuhuset, en 1933. En las décadas de 1930, 1940 y 1950 fue un director cinematográfico de talento, realizando cintas como la comedia Blixt och dunder (1938), el thriller Ett brott (1940), la comedia dramática Familjen Björck (1940), y las adaptaciones de piezas de Strindberg Giftas (1955) y Ett dockhem (1956).
Algunos de los trabajos de Anders Henrikson fueron firmados por el pseudónimo de Canaille.
Recibió la medalla de oro del Sindicato Teaterförbundet en 1949, el Premio O'Neill en 1958 y, en ese mismo año, la medalla Litteris et artibus.
Anders Henrikson falleció en Estocolmo en 1965. Fue enterrado en el Cementerio Norra begravningsplatsen de esa ciudad. Se había casado tres veces. Su primera esposa fue la actriz Mayne Lundgren (1898–1954), con la que convivió desde 1921 a 1927. Desde 1927 hasta 1940 estuvo casado con Märta Hultgren (1896–1983), y desde 1940 hasta su muerte su esposa fue la actriz Aino Taube (1912–1990). Fue padre de los actores Mathias Henrikson (1940–2005), Ella Henrikson (1941–1972) y Thomas Henrikson (nacido en 1942).

## Filmografía (selección)

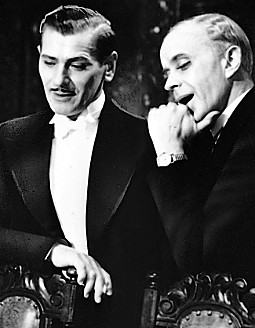
Anders Henrikson (der.) y Edvin Adolphson en Ett brott (1940)

### Actor
- 1913 : Gränsfolken
- 1919 : Synnöve Solbakken
- 1923 : Andersson, Pettersson och Lundström
- 1925 : Damen med kameliorna
- 1929 : Den starkaste
- 1933 : Flickan från varuhuset
- 1934 : Sången om den eldröda blomman
- 1935 : Flickornas Alfred
- 1935 : Valborgsmässoafton
- 1936 : Annonsera!
- 1936 : Intermezzo
- 1936 : 33.333
- 1937 : John Ericsson - segraren vid Hampton Roads
- 1937 : O, en så'n natt!
- 1937 : Ryska snuvan
- 1937 : Konflikt
- 1938 : Bara en trumpetare
- 1938 : Den stora kärleken
- 1938 : En kvinnas ansikte
- 1938 : Styrman Karlssons flammor
- 1938 : Fram för framgång
- 1938 : Med folket för fosterlandet
- 1939 : Frun tillhanda
- 1939 : Hennes lilla Majestät
- 1939 : Gläd dig i din ungdom
- 1940 : Alle man på post
- 1940 : Med livet som insats
- 1940 : Ett brott
- 1941 : Hem från Babylon
- 1941 : Livet går vidare
- 1942 : Farliga vägar
- 1942 : Himlaspelet
- 1942 : Fallet Ingegerd Bremssen
- 1942 : Ungdom i bojor
- 1943 : Tåg 56
- 1943 : Herr Collins äventyr
- 1943 : Jag dräpte
- 1944 : Jag är eld och luft
- 1945 : Blod och eld
- 1945 : Trötte Teodor
- 1945 : Idel ädel adel
- 1946 : Åsa-Hanna
- 1947 : Nyckeln och ringen
- 1947 : Det vackraste på jorden
- 1949 : Prisión
- 1951 : Fröken Julie
- 1952 : Kärlek
- 1952 : Trots
- 1953 : Resan till dej
- 1953 : Vägen till Klockrike
- 1953 : Barabbas
- 1954 : Herr Arnes penningar
- 1955 : Giftas
- 1956 : Flickan i frack
- 1957 : Prästen i Uddarbo
- 1959 : Åke och hans värld
- 1961 : Pojken i trädet
- 1965 : Morianerna

### Director
- 1933 : Flickan från varuhuset
- 1936 : Annonsera!
- 1936 : 65, 66 och jag
- 1936 : Han, hon och pengarna
- 1936 : Släkten är värst
- 1937 : O, en så'n natt!
- 1938 : Blixt och dunder
- 1939 : Valfångare
- 1940 : Alle man på post
- 1940 : Familjen Björck
- 1940 : Ett brott
- 1941 : Bara en kvinna
- 1941 : Livet går vidare
- 1942 : Fallet Ingegerd Bremssen
- 1943 : Herr Collins äventyr
- 1943 : Tåg 56
- 1944 : Jag är eld och luft
- 1945 : Blod och eld
- 1945 : Trötte Teodor
- 1945 : Idel ädel adel
- 1946 : Åsa-Hanna
- 1947 : Det vackraste på jorden
- 1948 : Flickan från fjällbyn
- 1955 : Giftas
- 1956 : Ett dockhem

### Guionista
- 1938 : Den stora kärleken
- 1940 : Alle man på post
- 1940 : Ett brott
- 1941 : Bara en kvinna
- 1941 : Livet går vidare
- 1943 : Herr Collins äventyr
- 1945 : Idel ädel adel

## Teatro (selección)

### Actor
- 1921 : Hemkomsten, de Robert de Flers y François Wiener, dirección de Karl Hedberg, Dramaten
- 1921 : Svenskt folk, de Ivar Thor Thunberg, dirección de Gustaf Linden, Dramaten
- 1922 : Älskog, de Arthur Schnitzler, dirección de Karl Hedberg, Dramaten
- 1922 : Äventyret, de Gaston Arman de Caillavet y Robert de Flers, dirección de Karl Hedberg, Dramaten
- 1923 : Kära släkten, de Gustav Esmann, dirección de Tor Hedberg, Dramaten[8]
- 1923 : Schopenhauer, de Mikael Lybeck, dirección de Olof Molander, Dramaten
- 1923 : Sköldpaddskammen, de  Richard Kessler, dirección de Karl Hedberg, Dramaten
- 1923 : Föräldrar, de Otto Benzon, dirección de Olof Molander, Dramaten
- 1923 : Äventyret, de Gaston Arman de Caillavet y Robert de Flers, dirección de Karl Hedberg, Dramaten
- 1923 : Värdshuset Råbocken, de Oliver Goldsmith, dirección de Olof Molander, Dramaten
- 1924 : Knock, de Jules Romains, dirección de Karl Hedberg, Dramaten
- 1925 : La dama de las camelias, de Alexandre Dumas (hijo), dirección de Olof Molander, Dramaten
- 1925 : Storstädning, de Frederick Lonsdale, dirección de Olof Molander, Dramaten
- 1925-1926 : Santa Juana, de George Bernard Shaw, dirección de Gustaf Linden, Dramaten
- 1926 : Värdshusvärdinnan, de Carlo Goldoni, dirección de Karl Hedberg, Dramaten
- 1927 : Ombord, de Prins Wilhelm, dirección de Olof Molander, Dramaten
- 1927 : Doktor Mirakel, de Robert de Flers y François Wiener, dirección de Karl Hedberg, Dramaten
- 1927 : Markisinnan, de Noel Coward, dirección de Karl Hedberg, Dramaten
- 1928 : Hoppla, vi lever!, de Ernst Toller, dirección de Per Lindberg, Dramaten
- 1928 : Diktatorn, de Jules Romains, dirección de Per Lindberg, Dramaten
- 1928 : Las aves, de Aristófanes, dirección de Olof Molander, Dramaten
- 1929 : Siegfried, de Jean Giraudoux, dirección de Olof Molander, Dramaten
- 1929 : Äventyret, de Gaston Arman de Caillavet y Robert de Flers, dirección de Karl Hedberg, Dramaten
- 1931 : Thalias barn, de Tor Hedberg, dirección de Gustaf Linden, Dramaten
- 1931 : Fru Celias moral, de Benn W. Levy, dirección de Alf Sjöberg, Dramaten
- 1931 : Jag har varit en tjuv!, de Sigfrid Siwertz, dirección de Olof Molander, Dramaten
- 1931 : Pickwick-klubben, de František Langer a partir de Charles Dickens, dirección de Olof Molander, Dramaten
- 1932 : El inspector general, de Nikolái Gógol, dirección de Alf Sjöberg, Dramaten
- 1932 : Guds gröna ängar, de Marc Connelly, dirección de Olof Molander, Dramaten
- 1932 : Över förmåga, de Bjørnstjerne Bjørnson, dirección de Alf Sjöberg, Dramaten
- 1933 : Guds gröna ängar, de Marc Connelly, dirección de Olof Molander, Dramaten
- 1933 : Mäster Olof, de August Strindberg, dirección de Olof Molander, Dramaten
- 1933 : Damen i vitt, de Marcel Achard, dirección de Rune Carlsten, Dramaten
- 1934 : De hundra dagarna, de Benito Mussolini y Giovacchino Forzano, dirección de Rune Carlsten, Dramaten
- 1934 : För sant att vara bra, de George Bernard Shaw, dirección de Rune Carlsten, Dramaten
- 1934 : Rivalerna, de Richard Brinsley Sheridan, dirección de Alf Sjöberg, Dramaten
- 1934 : Den italienska halmhatten, de Eugene Labiche, dirección de Olof Molander, Dramaten
- 1934 : En hederlig man, de Sigfrid Siwertz, dirección de Alf Sjöberg, Dramaten
- 1935 : Kvartetten som sprängdes, de Birger Sjöberg, dirección de Rune Carlsten, Dramaten
- 1938 : De 2 Thompson, de Serck Rogers, dirección de Martha Lundholm, Vasateatern[9][10]
- 1940 : Eldprovet, de Henry Kistemaeker, dirección de Martha Lundholm, Vasateatern[11][12]
- 1946 : Patrasket, de Hjalmar Bergman, dirección de Anders Henriksson, Vasateatern[13]
- 1948 : Erik XIV, de August Strindberg, dirección de Johan Falck, Norrköping-Linköping stadsteater
- 1949 : En dag av tusen, de Maxwell Anderson, dirección de Olof Molander, Dramaten
- 1951 : Amorina, de Carl Jonas Love Almqvist, dirección de Alf Sjöberg, Dramaten
- 1951 : Diamanten, de Friedrich Hebbel, dirección de Rune Carlsten, Dramaten
- 1960 : Hamlet, de William Shakespeare, dirección de Alf Sjöberg, Dramaten
- 1962 : Resan, de Georges Schehadé, dirección de Alf Sjöberg, Dramaten
- 1963 : Ställföreträdaren, de Rolf Hochhuth, dirección de Stig Torsslow, Dramaten
- 1963 : The Beggar's Opera, de John Gay, dirección de Per-Axel Branner, Dramaten
- 1964 : Hjälten på den gröna ön, de John Millington Synge, dirección de Lars-Erik Liedholm, Dramaten

### Director
- 1946 : Patrasket, de Hjalmar Bergman, Vasateatern